# Helga Konrad

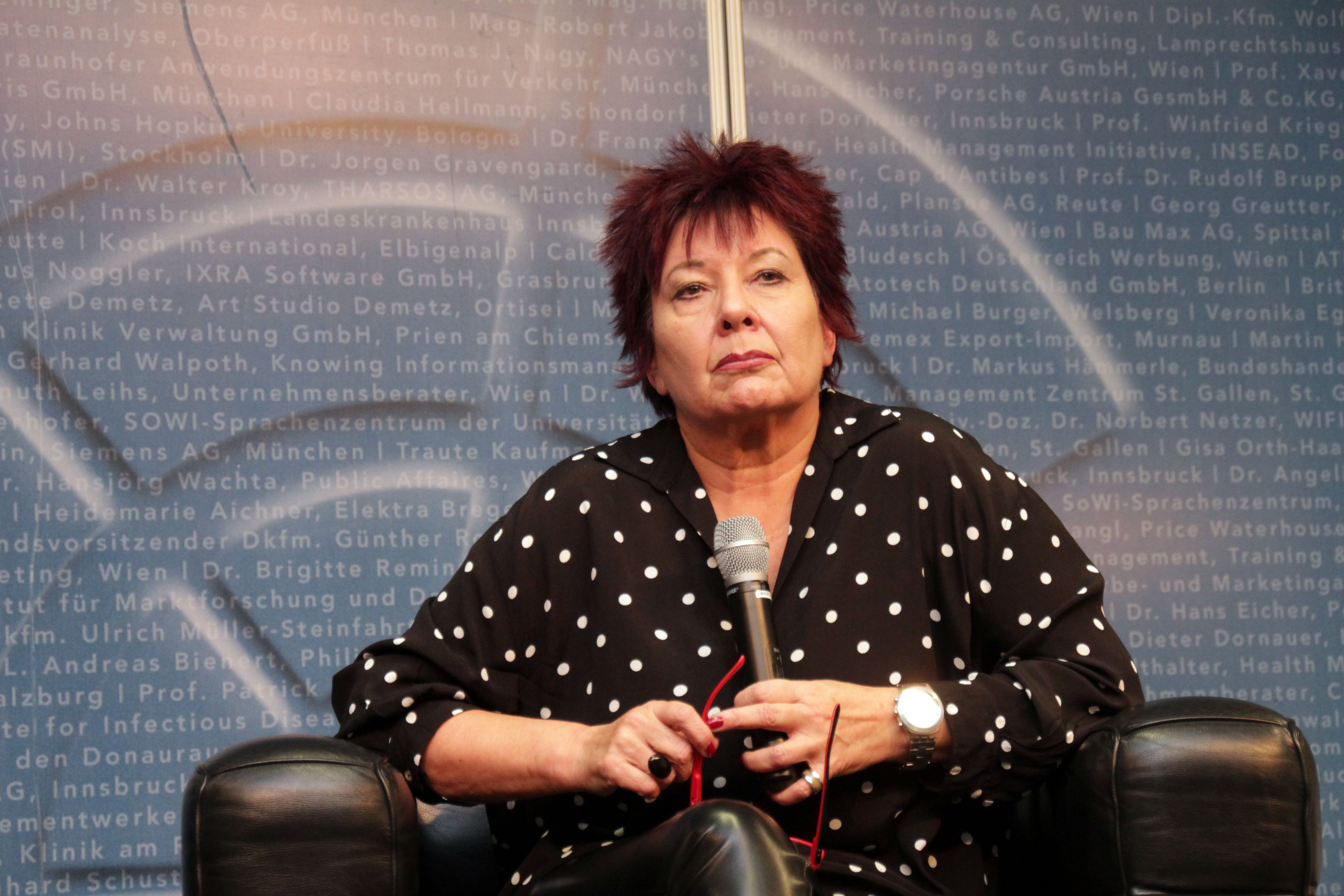
Helga Konrad (2016)

Helga Konrad (* 10. Jänner 1948 in Graz; † 8. Oktober 2024) war eine österreichische Politikerin (SPÖ). Von 1995 bis 1997 war sie Frauenministerin.

## Leben
Nach der Matura 1967 studierte sie Romanistik und Anglistik an der Universität Graz und an der Sorbonne in Paris. Nach der Promotion 1975 zur Dr. phil. war sie von 1977 bis 1980 in der Bildungsabteilung der steirischen Arbeiterkammer beschäftigt. Von 1980 bis 1993 war sie Geschäftsführerin der Steirischen Kulturinitiative.
Von 1993 bis 1995 war sie Stadträtin in Graz, von 1995 bis 1997 Bundesvorsitzende der SPÖ Frauen. In den Jahren 1990–93, 1996 und 1997–99 war Konrad Abgeordnete zum Nationalrat. In ihrer Amtszeit als Ministerin startete sie die Kampagne Ganze Männer machen halbe-halbe, die für große Aufregung in Österreich sorgte: Die Idee dahinter war, partnerschaftliche Teilung der Versorgungsarbeit durch gesetzliche Maßnahmen im Familien- und Eherecht festzulegen. 
Nach ihrem Ausscheiden aus dem Ministeramt 1997 sollte sie auf den eigens geschaffenen Posten einer „Sonderbeauftragten für Kulturfragen“ der Steiermärkischen Landesregierung berufen werden, was für heftige öffentliche Kritik am geplanten Postenschacher sorgte. So äußerte sich auch die Frauenorganisation des ÖGB negativ zu Konrads Bestellung, die schließlich zurückgezogen wurde.
Von 2000 bis 2004 war sie Vorsitzende der EU Stabilitätspakt Task Force gegen Menschenhandel für Südosteuropa und von 2004 bis 2006 hatte sie die Position der Sonderbeauftragten im Kampf gegen Menschenhandel der OSZE inne.
Helga Konrad war Projektleiterin am Institut für den Donauraum und Mitteleuropa, wo sie die Regionale Implementierungs-Initiative (RII) gegen Menschenhandel leitete.

## Auszeichnungen
- Großes Goldenes Ehrenzeichen mit dem Stern für Verdienste um die Republik Österreich[5] (1999)
- Grazer Frauenpreis für das Lebenswerk (2024)[6]